# Kenneth McVay
Kenneth („Ken“) Neal McVay, OBC (* 2. Oktober 1940 in Santa Clara, Kalifornien) ist der Gründer und Betreiber der größten Website zum Thema Holocaust und Holocaustleugnung im Internet, des Nizkor Project. Er gilt als einer der besten Kenner der Internetszene zu den Themen Antisemitismus, Geschichtsrevisionismus und Rechtsextremismus, deren Bekämpfung er sich seit rund 20 Jahren widmet.

## Leben
Um sich und seine Familie vor Angriffen zu schützen, die ihm wegen seines Engagements ständig angedroht werden, hat McVay wenig Informationen über seine Herkunft, Jugend und früheren Tätigkeiten veröffentlicht. Er wuchs in Kalifornien auf, machte eine Ausbildung im United States Marine Corps, heiratete 1961 und zog 1967 mit seiner Familie in die kanadische Provinz British Columbia. Er besitzt die Doppelstaatsbürgerschaft der USA und Kanadas. Er lebt auf Vancouver Island, hält aber seinen genauen Wohnort geheim. Er hat vier Kinder und acht Enkel.
Seinen Lebensunterhalt verdiente er mit verschiedenen Tätigkeiten, darunter sieben Jahre lang als Konstrukteur und Betreiber von Sägemühlen und als Tankwart. Zurzeit arbeitet er von seiner Privatwohnung aus als Webdesigner und Berater.
Als Hobbys gibt er klassische und Blues-Musik an, erlitt aber einen dauernden Gehörverlust. Er interessiert sich für Motorsport und nahm zeitweise selbst aktiv an Motorrad-Rennen teil.

## Das Nizkor Project
Im Januar 1992 stieß McVay im Internet zufällig erstmals auf antisemitische Postings des Neonazis Dan Gannon. Er besuchte daraufhin die örtliche Bibliothek und fand heraus, dass dessen Behauptungen über den Holocaust falsch und frei erfunden waren. Die detaillierte Begründung dieser Entdeckung sandte er der Newsgroup alt.revisionism: Daraus entstand die Idee, entsprechendes Faktenmaterial zu sammeln, um der Propaganda von Holocaustleugnern im Netz wirksam begegnen zu können.
In autodidaktischer Fortbildung las McVay Hunderte von Büchern über den Holocaust und den Zweiten Weltkrieg. Er verarbeitete das Gelesene und verfasste daraus eigene Webtexte, um Laien, besonders Jugendliche, über Fakten und Hintergründe der Zeit des Nationalsozialismus und des NS-Völkermordes aufzuklären und Holocaustleugnern direkt antworten zu können. Dieser Arbeit widmete er oft bis zu 20 Stunden täglich, so dass er bald etwa 3.500 Webseiten erstellt hatte.
Im gleichen Maß wie seine private Faktensammlung wuchs die Nachfrage von zahlreichen Netzbenutzern nach weiterer verständlicher, komprimierter und präzise belegter Aufklärung über das Thema Holocaust. McVay konnte die Arbeit nicht mehr allein leisten und gründete deshalb 1995 das Nizkor Project, das von einem Team freiwilliger Mitarbeiter arbeitsteilig getragen wird. Es finanziert sich nur aus Spenden und Eigenleistung.
Daraus wuchs ein umfassendes Archiv mit exakten und geprüften Primärquellen zum Holocaust und sorgfältig aufbereiteten Widerlegungen der Argumente von Holocaustleugnern. Das Projekt bietet inzwischen über eine Million Seiten. Es gilt damit als einer der größten und besten Online-Dienste zu diesem Themenbereich. Die eigenen Projektserver in Toronto verarbeiten über siebzehn Gigabytes Daten jeden Monat.

## Aufklärung statt Verboten
McVay ist der Auffassung, dass man der Hasspropaganda im Netz nicht mit Verboten und Gesetzen, sondern nur mit Fakten und Entlarvungen von Widersprüchen, Lügen und Fälschungen wirksam begegnen könne. Seine Arbeit hatte Einfluss auf politische Entscheidungen, etwa die Gesetzgebung zu sogenannten Hate crimes in Kanada, wo er 1996 vor dem Parlament auftrat.

## Angriffe von Gegnern
McVay vertritt keine besondere weltanschauliche oder politische Richtung. Doch er sieht sich täglichen persönlichen Angriffen und Morddrohungen ausgesetzt. Er erklärt den Hass, der ihm in zahlreichen E-Mails, Hetzaufrufen und organisierten Diskreditierungsversuchen entgegen schlägt, mit der Frustration der Betroffenen, die ihre Lügen vollständig aufgedeckt sehen von einer Privatperson, die man nicht als Jude oder Zionist einordnen könne.

## Ehrungen
Zahlreiche Universitätsfakultäten Kanadas und der USA verlinken die Seiten des Nizkor Projects als hervorragende Quelle auch für eigene Forschungsarbeiten.
Für sein ehrenamtliches Engagement gegen Holocaustleugnung erhielt McVay 1995 den höchsten Orden der kanadischen Provinz British Columbia für Bürger. Ferner erhielt er im März 1996 einen besonderen Medienpreis für Menschenrechte von B’nai Brith von Kanada.